# Johan Gustafsson
Johan Gustafsson (* 28. Februar 1992 in Köping) ist ein schwedischer Eishockeytorwart, der seit April 2020 beim Rögle BK aus der Svenska Hockeyligan unter Vertrag steht.

## Karriere
Johan Gustafsson begann seine Karriere als Eishockeyspieler in seiner Heimatstadt in der Nachwuchsabteilung des Köping HC. Von dort wechselte er zum IFK Arboga, für dessen Profimannschaft er in der Saison 2006/07 sein Debüt in der HockeyAllsvenskan, der zweiten schwedischen Spielklasse, gab. Die folgende Spielzeit verbrachte der Torwart bei seinem Heimatverein Köping HC in der viertklassigen Division 2. Von 2008 bis 2010 stand er beim Färjestad BK unter Vertrag, für den er in seinem zweiten Jahr insgesamt drei Spiele in der Elitserien, der höchsten schwedischen Spielklasse, bestritt. Den Großteil der Saison 2009/10 verbrachte er allerdings als Leihspieler beim Skåre BK aus der drittklassigen Division 1. 
Im NHL Entry Draft 2010 wurde Gustafsson in der sechsten Runde als insgesamt 159. Spieler von den Minnesota Wild ausgewählt. Zunächst blieb er jedoch in seiner schwedischen Heimat, in der er in der Saison 2010/11 regelmäßig im Tor des VIK Västerås HK aus der HockeyAllsvenskan stand. Zur Saison 2011/12 wurde der Schwede vom Luleå HF aus der Elitserien verpflichtet. Im Mai 2013 erhielt Gustafsson einen NHL-Einstiegsvertrag von den Wild und wurde für die Saison 2012/13 an den Luleå HF ausgeliehen. Ein Jahr später wurde er von den Wild nach Nordamerika geholt und nahm am Trainingslager des Franchise teil, konnte sich jedoch nicht für den NHL-Kader empfehlen und wurde in der anschließenden Saison 2013/14 ausschließlich beim Farmteam Iowa Wild in der American Hockey League eingesetzt. Auch das folgende Jahr verbrachte der Schwede größtenteils in der AHL und kam zeitweise sogar in der unterklassigen East Coast Hockey League bei den Alaska Aces zum Einsatz. 
Im Sommer 2015 kehrte Gustafsson nach Schweden zurück und schloss sich dem Frölunda HC an. Zur Saison 2019/20 wechselte der schwedische Torhüter zu den Adler Mannheim in die Deutsche Eishockey Liga. Für die Adler absolvierte er 21 DEL-Partien, von denen er 13 gewann. Im April 2020 kehrte er nach Schweden zurück und wurde vom Rögle BK verpflichtet.

### International
Für Schweden nahm Gustafsson im Juniorenbereich an den U18-Junioren-Weltmeisterschaften 2009 und 2010 sowie der U20-Junioren-Weltmeisterschaft 2012 teil. Bei der U18-WM 2010 gewann er mit seiner Mannschaft die Silber-, bei der U20-WM 2012 die Goldmedaille. Im Seniorenbereich stand er erstmals 2012 bei der Euro Hockey Tour im Aufgebot seines Landes.
Bei der Weltmeisterschaft 2013 in Stockholm und Helsinki war er erneut Teil der Nationalmannschaft und gewann mit dieser die Goldmedaille, blieb dabei aber selbst ohne Einsatz.

## Erfolge und Auszeichnungen
- 2016 Champions-Hockey-League-Gewinn mit dem Frölunda HC
- 2016 Schwedischer Meister mit dem Frölunda HC
- 2017 Champions-Hockey-League-Gewinn mit dem Frölunda HC
- 2019 Champions-Hockey-League-Gewinn mit dem Frölunda HC

### International
- 2010 Silbermedaille bei der U18-Junioren-Weltmeisterschaft
- 2012 Goldmedaille bei der U20-Junioren-Weltmeisterschaft
- 2013 Goldmedaille bei der Weltmeisterschaft